# Jacques Bolognesi
Pour les articles homonymes, voir Bolognesi.
Jacques Bolognesi est né le 6 janvier 1947 à Gap. Artiste de jazz, il excelle au trombone, au piano comme à l'accordéon.
C'est à l'âge de 5 ans qu'il commence à apprendre l'accordéon. 
Madeleine de Valmalète lui enseigne le piano.
Il découvre plus tard le trombone.
Après s'être installé à Paris, il obtient en 1969 le premier prix du Conservatoire national supérieur de musique.
Il participe à l'orchestre de Michel Legrand et de Martial Solal.
En 1987 sous l'impulsion de Antoine Hervé, il rejoint l'Orchestre national de jazz.
À la suite de sa participation dans Paris Musette, Jacques Bolognesi s'implique dans la création musicale des nombreux artistes comme Kazumi Watanabe, Cesária Évora, Françoise Hardy, Michel Godard ou en accompagnement de Jean-Philippe Winter dans un de ces albums..
En 2004, il collabore avec Pierre Louki comme interprète et compositeur.
Il crée en coopération avec le guitariste Marc Fosset et les bassistes Jean-Luc Ponthieux et Pierre-Yves Sorin, le disque, Hermetotico.

## Source
- Site de Jacques Bolognesi